# Malpura
Malpura là một thành phố và khu đô thị của quận Tonk thuộc bang Rajasthan, Ấn Độ.

## Địa lý
Malpura có vị trí 26°17′B 75°23′Đ / 26,28°B 75,38°Đ Nó có độ cao trung bình là 332 mét (1089 feet).

## Nhân khẩu
Theo điều tra dân số năm 2001 của Ấn Độ, Malpura có dân số 27.242 người. Phái nam chiếm 52% tổng số dân và phái nữ chiếm 48%. Malpura có tỷ lệ 62% biết đọc biết viết, cao hơn tỷ lệ trung bình toàn quốc là 59,5%: tỷ lệ cho phái nam là 73%, và tỷ lệ cho phái nữ là 50%. Tại Malpura, 17% dân số nhỏ hơn 6 tuổi.